# Interferon alpha-n3
Interferon alpha-n3 (Alferon-N) là một loại thuốc bao gồm các protein alpha interferon tự nhiên được tinh chế ở người được sử dụng để điều trị mụn cóc sinh dục.